# Land och frihet
Land och frihet är en film från 1995 (engelsk originaltitel: Land and Freedom, alternativt: Tierra y Libertad) regisserad av Ken Loach, med manus av Jim Allen. Filmen handlar om David Carr, en arbetslös arbetare och medlem av Storbritanniens kommunistiska parti, som bestämmer sig för att slåss för den republikanska sidan i Spanska inbördeskriget. Filmen vann FIPRESCI-priset och Cannes ekumeniska jurypris.

## Handling
Filmens berättarteknik innefattar en lång flashback. David Carr dog vid hög ålder och hans barnbarn hittar gamla tidningar, brev och andra dokument i hans rum: vad vi ser i filmen är hur han levde. 
Övertalad av nödvändigheten i att hjälpa de spanska republikanerna i deras strider emot det fascistiska nationalistupproret, lämnar Carr, en ung arbetslös medlem av kommunistpartiet, Liverpool och reser till Spanien för att gå med i Internationella brigaderna. Han korsar den katalanska gränsen och hamnar till slut i POUM:s milis ledd av Lawrence, vid den Aragoniska fronten. I det här sällskapet, liksom i alla POUM:s miliser, slåss kvinnor – som den unga och entusiastiska Maite – och män tillsammans. Under den följande tiden blir David Carr vän med många andra utländska frivilliga, som fransmannen Bernard och han blir kär i POUM-medlemmen Blanca som är gruppens ideolog.
Efter att ha skadats och återhämtat sig på ett sjukhus i Barcelona, går han slutligen med i – vilket var hans egentliga plan, och går emot Blancas åsikt — den regeringsstödda internationella brigaden, och han blir vittne till Stalinist-propaganda och repression mot POUM-medlemmar och anarkister. Han återvänder till sin gamla grupp, som snart blir upptäckta av en regeringsledd grupp som kräver att de ger upp. I ett modigt försök att säga emot gruppen mördades Blanca. Efter att ha begravt Blanca återvänder Carr till Storbritannien med en halsduk fylld med spansk jord. 
Till slut återvänder vi till nutid, och vi får se Carrs begravning, där hans barnbarn häller den spanska jorden på hans grav och läser en dikt av William Morris.

## Skådespelare
- Ian Hart - David Carr
- Rosana Pastor - Blanca
- Frédéric Pierrot - Bernard
- Tom Gilroy - Lawrence
- Iciar Bollain - Maite